# Phalaenopsis
Die Gattung Phalaenopsis gehört zur Familie der Orchideen (Orchidaceae) und umfasst eine Vielzahl exotischer Arten. Der botanische Name leitet sich von den griechischen Wörtern phalaina (φάλαινα; dt. „Nachtfalter“, vgl. Phaläne) und opsis (ὄψις; dt. „Anblick“) ab, da ihre Blüten an tropische Nachtfalter erinnern. Im deutschen Sprachraum werden diese Orchideen „Schmetterlingsorchidee“, „Nachtfalter-Orchidee“ oder „Malaienblume“ genannt.
Phalaenopsis ist vor allem als Zierpflanze bekannt und beliebt, besonders die unzähligen, bunten großblumigen Hybriden erfreuen sich weltweiter Bekanntheit und wachsender Nachfrage. Millionen von Topfpflanzen werden jährlich in Supermärkten, Baumärkten und Gartencentern und als Schnittblumen in Floristikgeschäften verkauft. Reine Arten und bestimmte Hybriden gelten zum Teil als begehrte Sammlerobjekte. Erstmals erwähnt wurden Phalaenopsis um 1704, die ersten künstlichen Hybriden wurden um 1886 in Chelsea bei London gezüchtet. Ursprünglich stammen Phalaenopsis aus den tropischen Regenwäldern von Südost-Asien, allerdings gibt es auch Arten, die beispielsweise in Indien oder China vorkommen.

## Beschreibung

### Erscheinungsbild, Blätter und Wurzeln

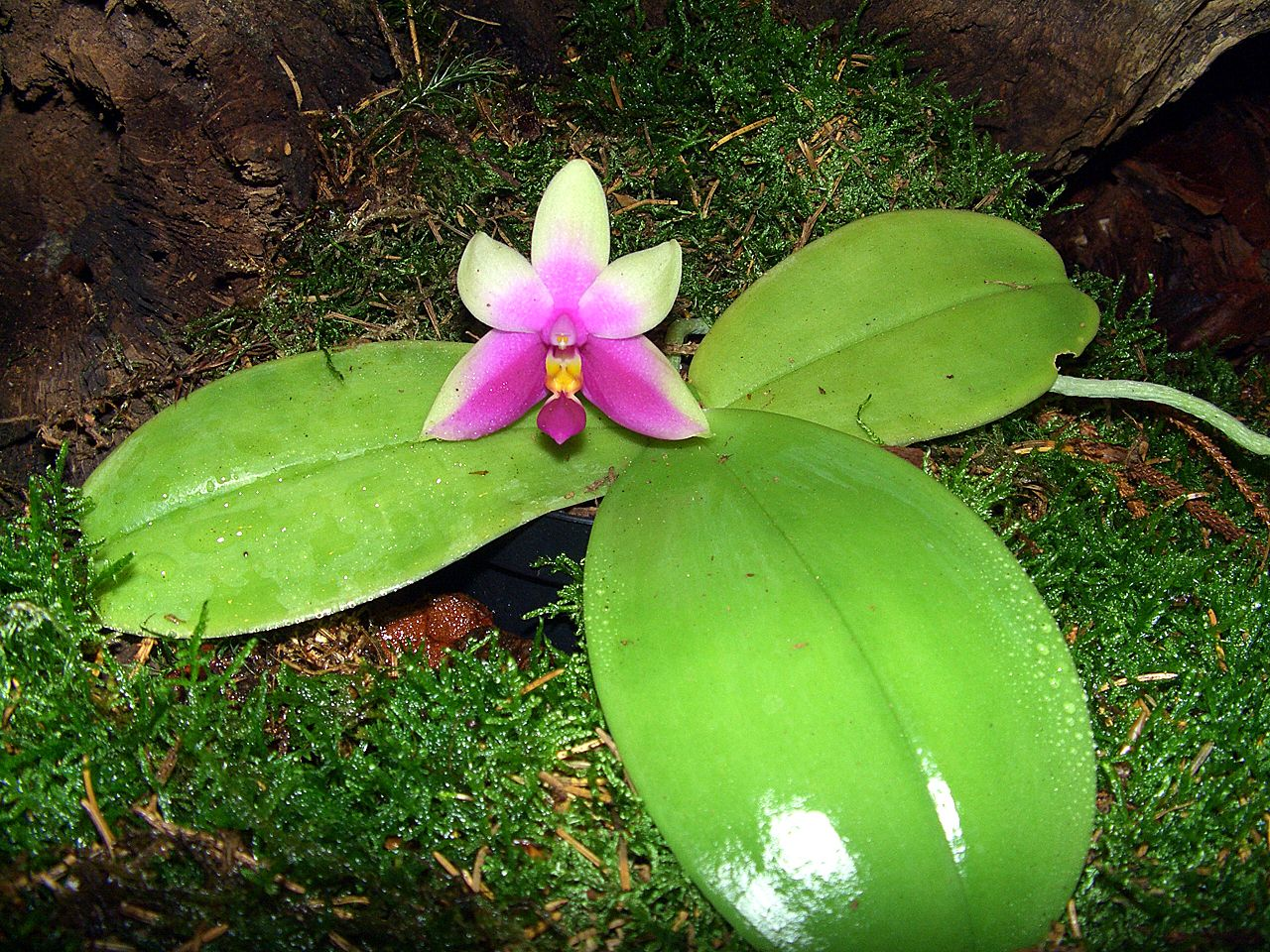
Phalaenopsis bellina, ganze Pflanze (blühend)

Ausnahmslos alle Arten zeichnen sich durch monopodialen Wuchs aus, das heißt, sie wachsen nur in die Höhe und bilden für gewöhnlich keine Seitentriebe aus. Die meisten Arten wachsen epiphytisch, also auf den Ästen und Zweigen von Bäumen oder an deren Stämmen; manche Arten leben auf moosbewachsenen Felsen (lithophytisch).
Die zwei bis sechs zweizeilig (distich) wachsenden, mehr oder weniger ledrigen Laubblätter sind in ihrer Form, Farbe und Größe von Art zu Art verschieden. Die kleinsten Arten mit Blattlängen bis etwa 10–30 cm und nur mäßig ledrigen Blättern wie Phalaenopsis appendiculata unterscheiden sich sehr deutlich von den großen Arten wie Phalaenopsis gigantea, die Blattlängen von bis zu 100 cm und mehr aufweisen und dabei sehr fleischig-ledrige Blätter besitzen können. Deren Blattfärbung reicht von einfarbig hell- bis dunkelgrün wie bei Phalaenopsis bellina und Phalaenopsis amabilis. Manche Arten besitzen silbrig gefleckte Blätter, zum Beispiel Phalaenopsis stuartiana und Phalaenopsis schilleriana. Meist wachsen ein bis zwei neue Blätter pro Saison aus dem „Herzen“ der Pflanze heraus, während ein bis zwei Blätter am unteren Ende der Sprossachse gelb werden, eintrocknen und abfallen.
Die zahlreichen häufig glatten und fleischigen Wurzeln entwickeln sich an der Basis der Sprossachse oder an den unteren Knoten, zum Teil zwischen den Blättern. Sie können bis zu acht Millimeter dick sein und dienen neben der Aufnahme von Nährstoffen und Wasser zusätzlich als Haftorgane. Wie viele andere, vornehmlich epiphytisch wachsende, Orchideen, sind die Wurzeln von einem Velamen umgeben und enthalten Chlorophyll. Die chlorophyllhaltigen Wurzeln sind besonders im Fall von bedingt laubabwerfenden Taxa essentiell für das Überleben dieser Arten. Diese Anpassung macht es beispielsweise Phalaenopsis honghenensis und P. wilsonii möglich auch saisonal kühlere Verhältnisse am Standort zu überdauern und daher in großen Höhen vorzukommen.

### Blütenstände und Blüten

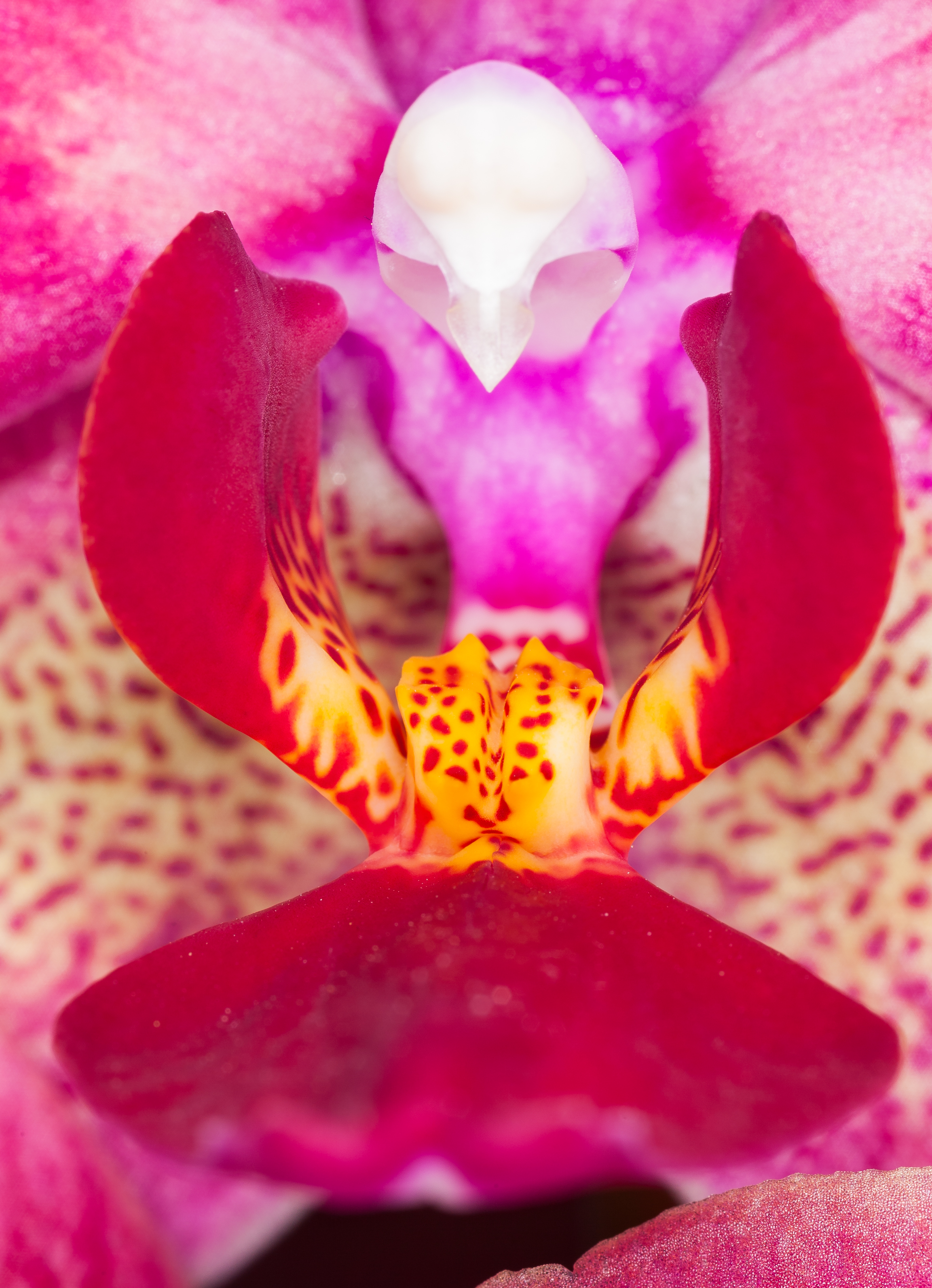
Makroaufnahme einer Phalaenopsis-Blüte

Die Blütenstände entspringen seitlich der kurzen Sprossachse unter oder zwischen den Blättern. Sie wachsen aufrecht nach oben, bogenförmig überhängend oder hängend. Manche Arten ausgehend vom gleichen Blütenstand mehrere Jahre lang, während andere jedes Jahr einen oder mehrere Blütenstände neu ausbilden. Ihre Länge variiert zwischen einigen Zentimetern bis hin zu 100 cm und mehr. Bei manchen Arten, aber besonders bei Hybriden, blühen die Pflanzen immer wieder aus dem sich verzweigenden Blütenstand nach, wenn dieser nicht vollständig entfernt wird.
Die zwittrigen, zygomorphen (monosymmetrisch) Blüten sind dreizählig. Die Blütengröße variiert im Durchmesser von 1–2 cm bis hin zu 15 cm (bei manchen Hybriden noch mehr). Die Struktur der Blüten reicht von zart bis wachsartig-fest. Sie bestehen aus drei Kelchblättern (Sepalen) und drei Kronblättern (Petalen), aus einem Petalum ist, wie bei den allermeisten Orchideen, die Lippe (Labellum) gebildet, die immer dreigeteilt ist und sich aus einem spatelförmigen Mittellappen und zwei Seitenlappen zusammensetzt. Der Mittellappen ist bei Arten wie Phalaenopsis stuartiana an seinem Ende mit zwei schweifähnlichen Anhängseln (Cirrhi) ausgestattet. Bei manchen Arten, wie Phalaenopsis japonica und Phalaenopsis taenialis bildet die Lippe einen Sporn. Den Mittelpunkt der Blüte bildet die Säule, die die verwachsenen fertilen Strukturen, unter anderem die Staubblätter und die Narbe enthält, und an deren Spitze eine spezielle Schutzkappe die Pollinien verbirgt.

## Vermehrung
Die Fortpflanzung erfolgt hauptsächlich sexuell durch Samen oder vegetativ durch Kindelbildung.
Als bestäubende Insekten wurden einige Male Holzbienen beobachtet, es werden auch andere Insekten als Bestäuber akzeptiert. Landet ein Besucher auf der Lippe der Blüte, um am Callus nach Nektar zu suchen oder um die Blüte zu begatten (in dem Irrglauben, einen Liebespartner der eigenen Art vor sich zu haben), bricht dieser beim Rückwärtskriechen die Schutzkappe der Antheren ab und bekommt ein Pollenpaket mit klebrigem Anhängsel an den Rücken geheftet. Beim Aufsuchen der nächsten Blüte streift das Insekt das Pollenpaket an der Unterseite der Säule ab, wo es in einer speziellen Vertiefung zurückbleibt. Ist die Bestäubung erfolgreich, schließt sich die Narbe.
Bei einigen wenigen Arten wie Phalaenopsis violacea konnte ein besonderes Phänomen beobachtet werden, das auch bei anderen Orchideengattungen wie Cymbidium und Vanda auftritt: Nach erfolgreicher Bestäubung verwelken die Blütenblätter nicht und fallen nicht ab, sie bilden sich lediglich etwas zurück, vergrünen und verbleiben bis zur vollständigen Reife der Samen. Es wird vermutet, dass diese Blütenmetamorphose mittels zusätzlicher Photosynthese das Reifen der Samen begünstigen soll.
An den Blütenständen mancher Arten wie Phalaenopsis lueddemanniana bilden sich oft Keiki zur vegetativen Vermehrung. Dieses Phänomen wurde erstmals 1894 beobachtet und dokumentiert. Die Art Phalaenopsis stuartiana bildet an den Wurzelenden Adventivpflanzen. Während durch die Bildung von Kindeln genetisch identische Pflanzen (Klone) entstehen, die oft schon binnen Jahresfrist selbst blühfähig werden können, dauert die Vermehrung durch Samen deutlich länger. Die Reifezeit der Kapselfrüchte beträgt bei den einzelnen Arten zwischen 5 und 15 Monaten. Bei künstlicher Aussaat dauert es nochmals zwischen drei und zehn Jahren bis zur blühfähigen Pflanze.

## Verbreitung
Die Arten der Gattung Phalaenopsis kommen vor allem auf den Philippinen und den indonesischen Inseln vor. Das Verbreitungsgebiet reicht insgesamt von Bhutan über Myanmar, Südchina, Taiwan, die malaiische Halbinsel bis nach Queensland in Nordaustralien.
Die Standorte sind meist gekennzeichnet durch Tagestemperaturen von 25 °C bis 35 °C und Nachttemperaturen von 15 °C bis 25 °C, durch hohe Niederschlagsmengen während der Wachstumszeit und eine ganzjährig hohe Luftfeuchtigkeit. Vereinzelt sind die Bedingungen mancher Habitate durch deutlich geringere Temperaturen besonders während der Wintermonate gekennzeichnet, Phalaenopsis lobbii etwa erträgt Tiefsttemperaturen bis 5 °C. Die Pflanzen wachsen überwiegend halbschattig bis hell, ohne direktes Sonnenlicht. Vereinzelt finden sich Habitate in voller Sonne.

## Botanische Geschichte

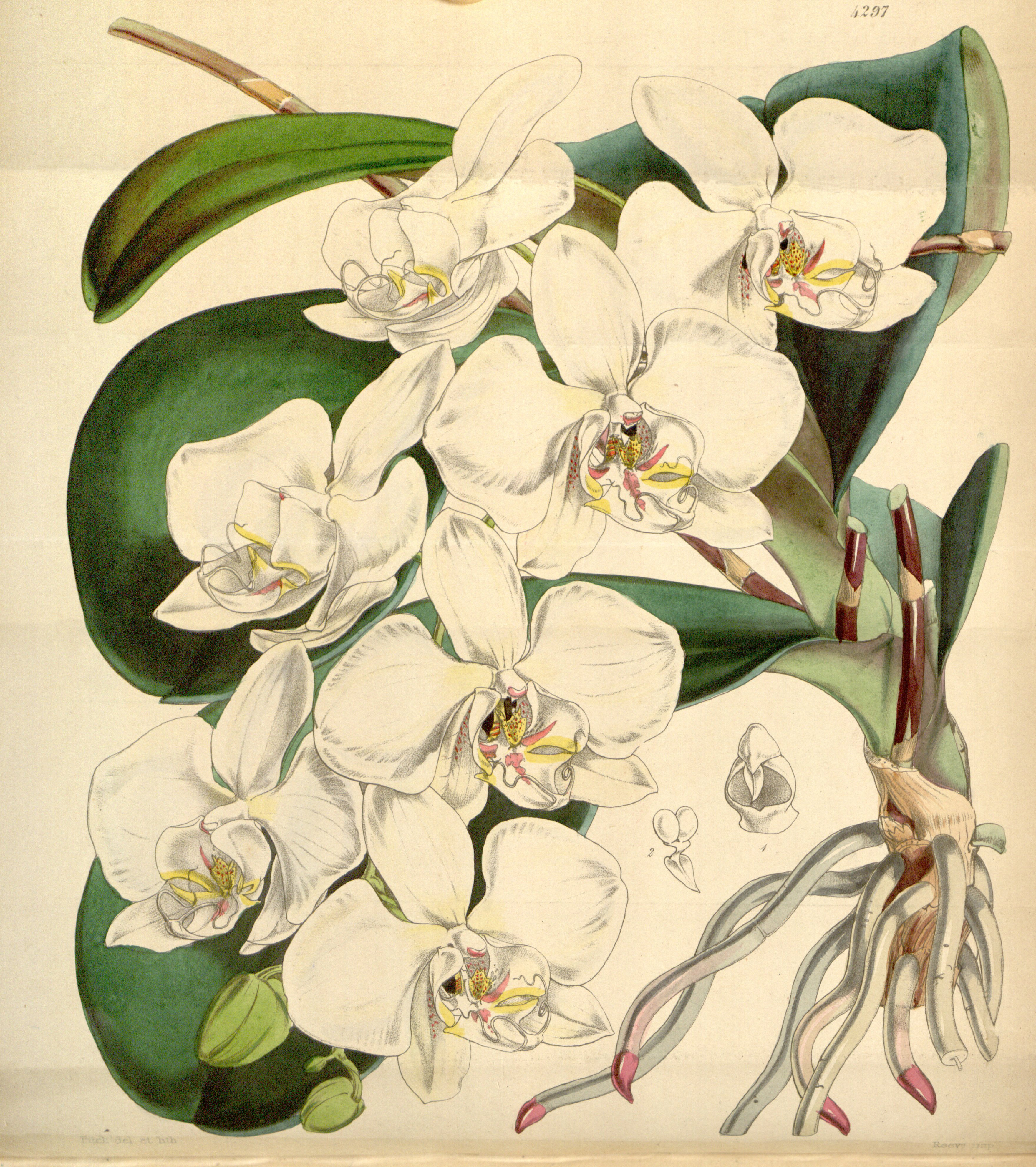
Phalaenopsis amabilis, kolorierte Abbildung im Curtis’s Botanical Magazine 73 von 1847

Den botanischen Namen Phalaenopsis erhielt die Gattung vom schwedischen Zoologen und Botaniker Carl von Linné um 1753. Dieser sah sich beim Anblick der Blüten an umherfliegende Motten der Gattung Phalaena (heute: Biston) erinnert.
Die erste Art der Gattung wurde bereits 1704 von Georg Joseph Kamel unter dem Namen Visco-Aloes Luzonis decima quarta in John Rays botanischem Werk „Historia Plantarum“ (Band 3) beschrieben. Es handelte sich um eine Pflanze der Art Phalaenopsis aphrodite. Die Gattung selbst wurde 1825 durch den Botaniker Carl Ludwig Blume in Bijdragen tot de Flora van Nederlandsch Indie Band 7, Seite 294 aufgestellt. Um 1860 stellte H. G. Reichenbach in der Hamburger Garten- und Blumenzeitung eine erste Zusammenfassung aller bis dahin bekannten Arten vor und erweiterte sie 1862 selbst um 11 weitere Neuentdeckungen.
Die erste künstlich erzeugte Hybride erblühte 1886 bei der Firma Veitch and Sons. Es war die Kreuzung Phalaenopsis „Intermedia“ (Phalaenopsis aphrodite × Phalaenopsis equestris). Diese Kreuzung wurde später in Importen als Naturhybride Phalaenopsis × intermedia gefunden. Im Jahre 1897 erblühten auch Phalaenopsis „Harriettiae“ (Phalaenopsis amabilis × Phalaenopsis violacea) und Phalaenopsis „F.L. Ames“ (Phalaenopsis „Intermedia“ x Phal. amabilis) das erste Mal.

## Systematik
Die Gattung Phalaenopsis wurde 1825 durch Carl Ludwig Blume in Bijdragen tot de flora van Nederlandsch Indië aufgestellt. Typusart ist Phalaenopsis amabilis (L.) Blume. Synonyme für Phalaenopsis Blume sind: Polychilos Breda, Kuhl & Hasselt, Doritis Lindl., Synadena Raf., Stauroglottis Schauer, Polystylus Hasselt ex Hassk., Stauritis Rchb. f., Kingiella Rolfe nom. illeg., Grafia A.D.Hawkes nom. illeg., Kingidium P.F.Hunt, Lesliea Seidenf., Grussia M.Wolff.
Die Gattung Phalaenopsis gehört zur Subtribus Aeridinae, also in die Verwandtschaft um die Gattung Aerides, aus der Tribus Vandeae in der Unterfamilie Epidendroideae innerhalb der Familie Orchidaceae. Nächste Verwandte von Phalaenopsis sind die Gattungen Grosourdya und Pteroceras, diese drei stellen innerhalb der Subtribus die basale, am frühesten von den anderen Gattungen getrennte Gruppe dar.
Neben den etwa 100 Arten, Varietäten, Formen und Naturhybriden gibt es mittlerweile eine unüberschaubare Anzahl gezüchteter Kulturhybriden.

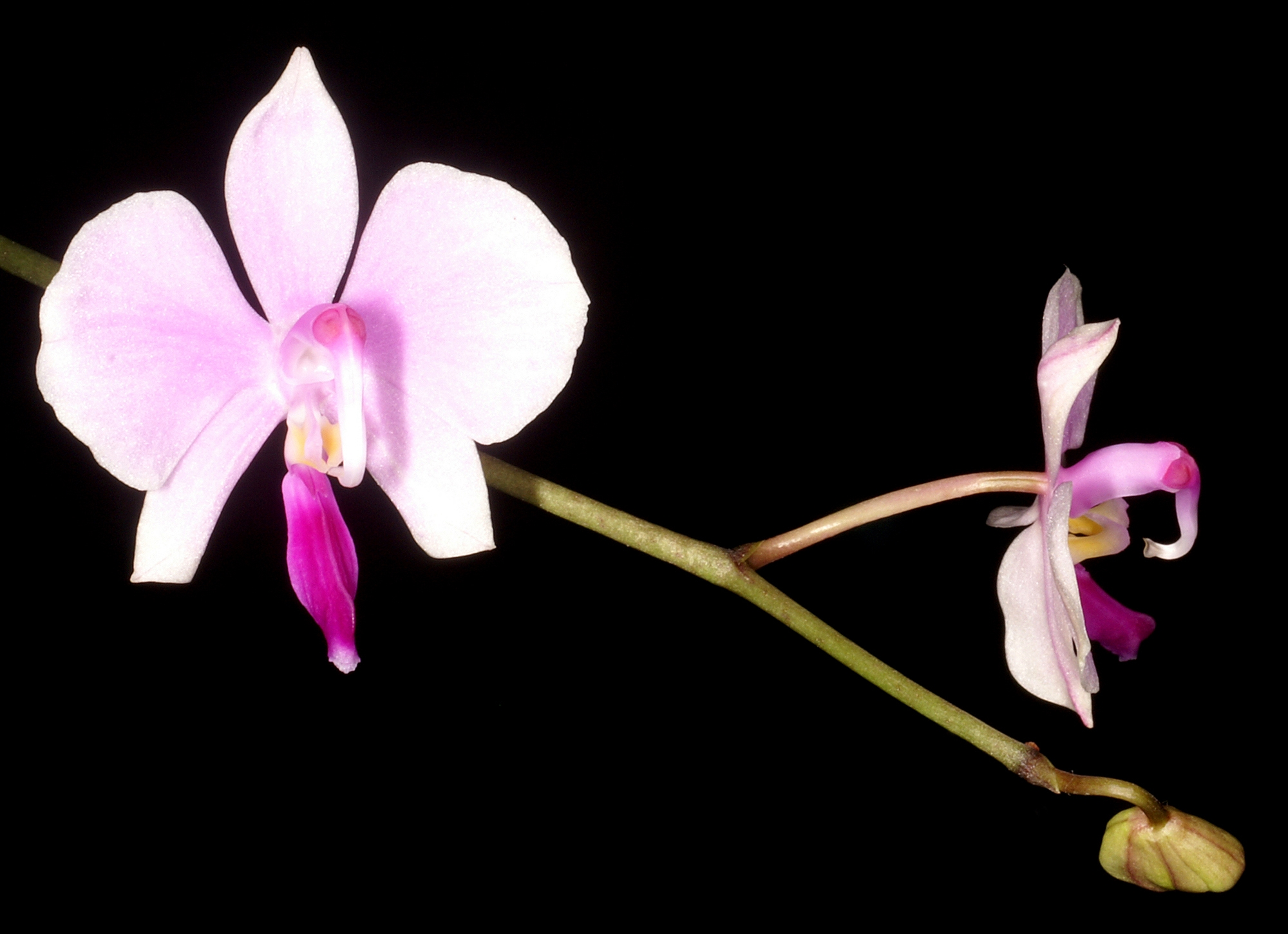
Untergattung Proboscidiodes: Phalaenopsis lowii

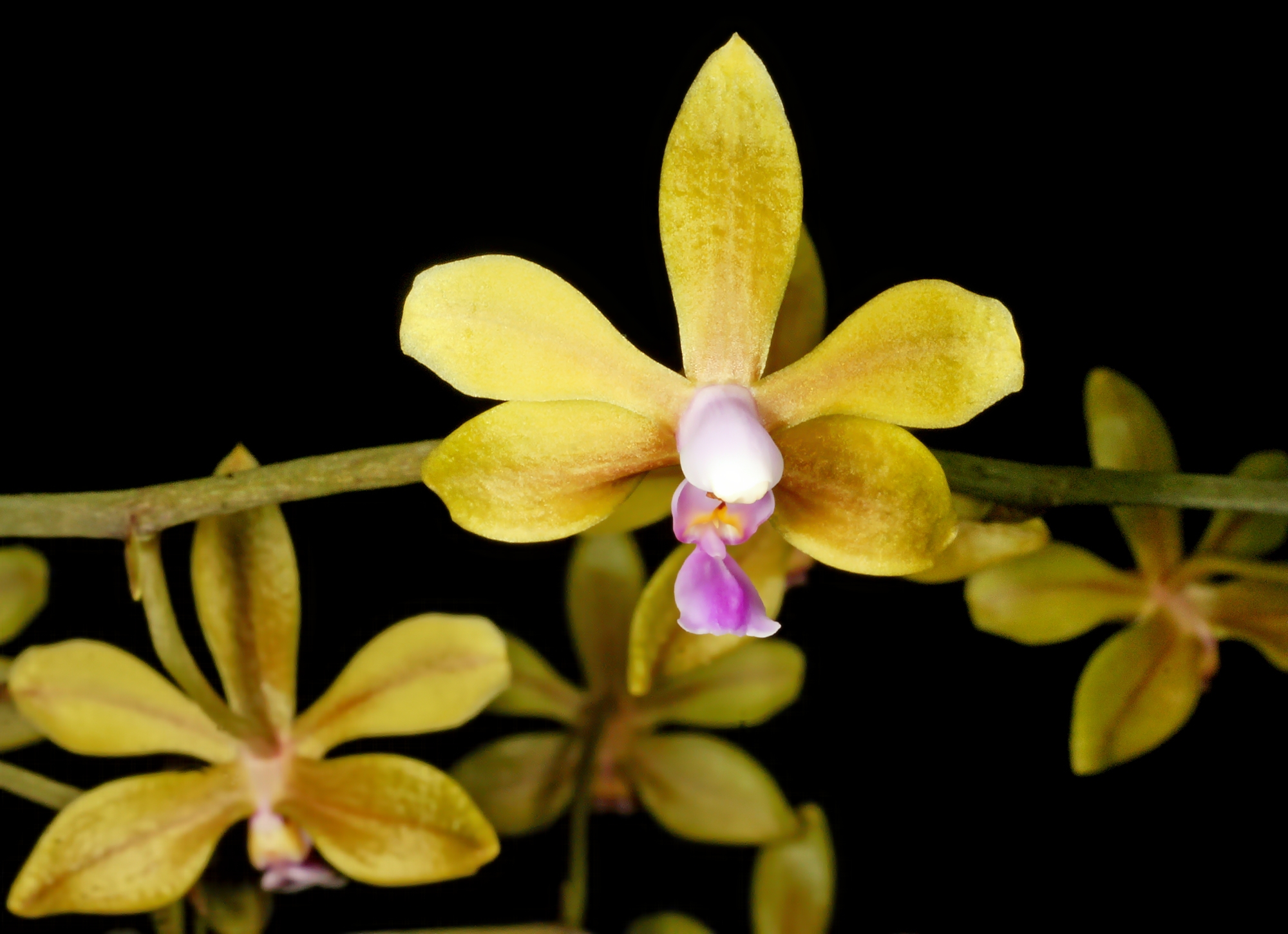
Untergattung Aphyllae: Phalaenopsis stobartiana

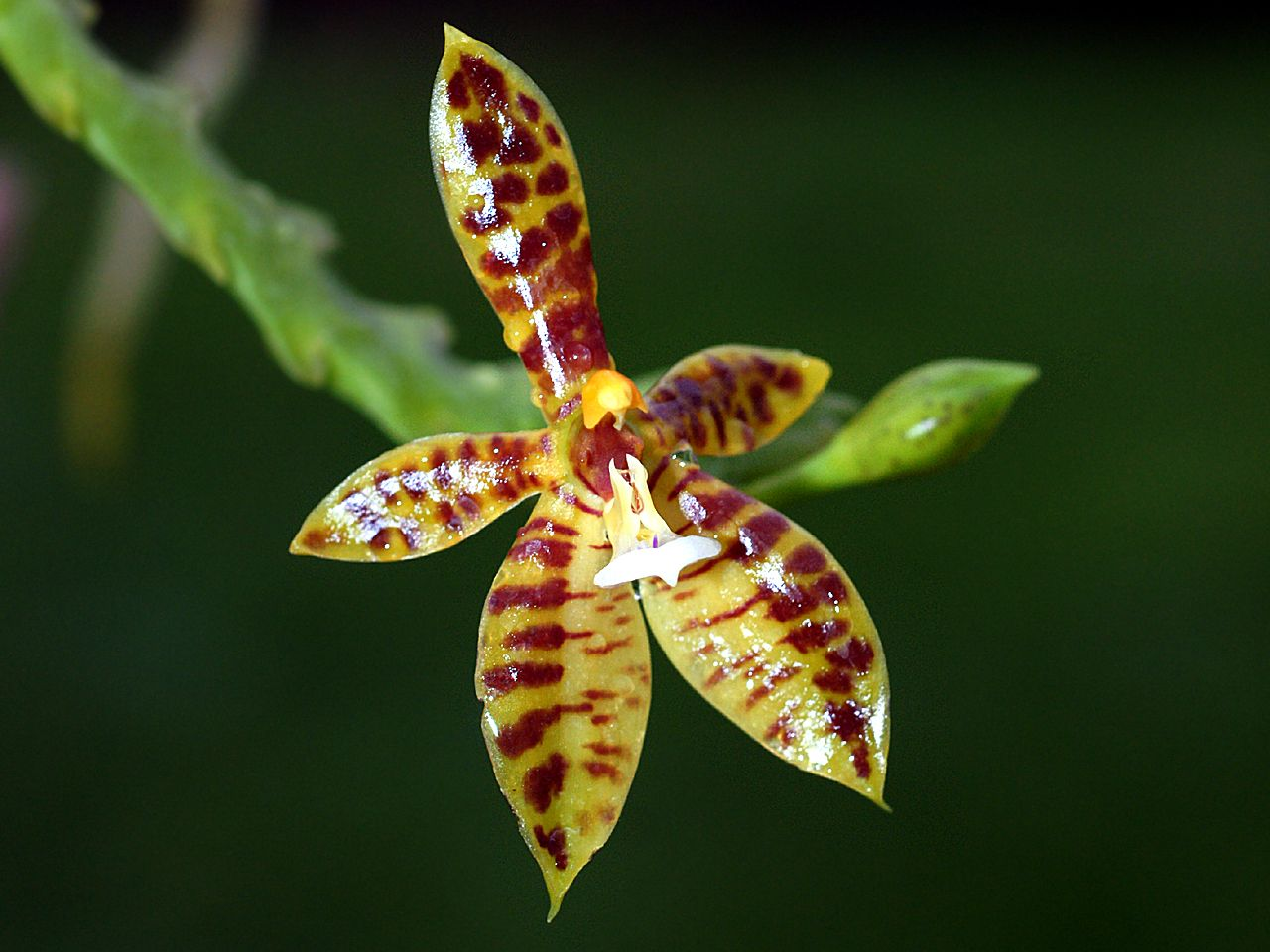
Untergattung Polychilos Sektion Polychilos: Phalaenopsis cornu-cervi

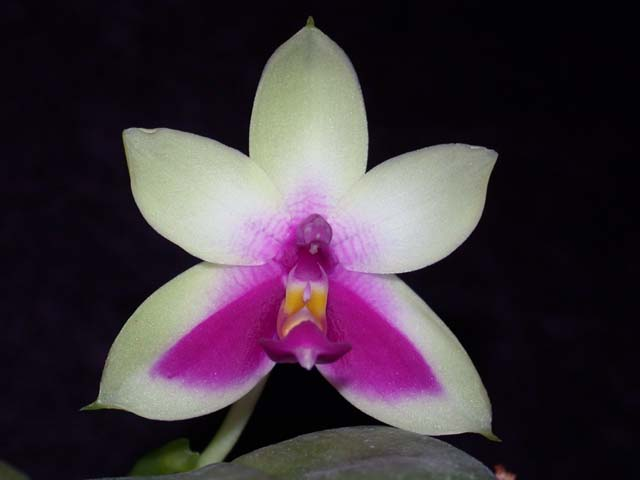
Untergattung Polychilos Sektion Amboinenses: Phalaenopsis bellina

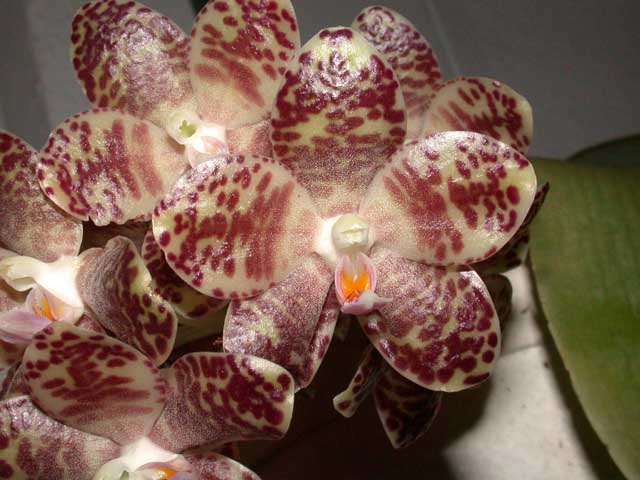
Untergattung Polychilos Sektion Amboinenses: Phalaenopsis gigantea

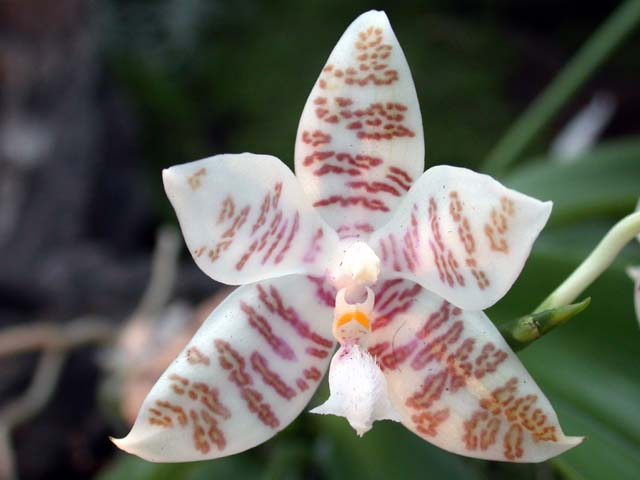
Untergattung Polychilos Sektion Amboinenses: Phalaenopsis hieroglyphica

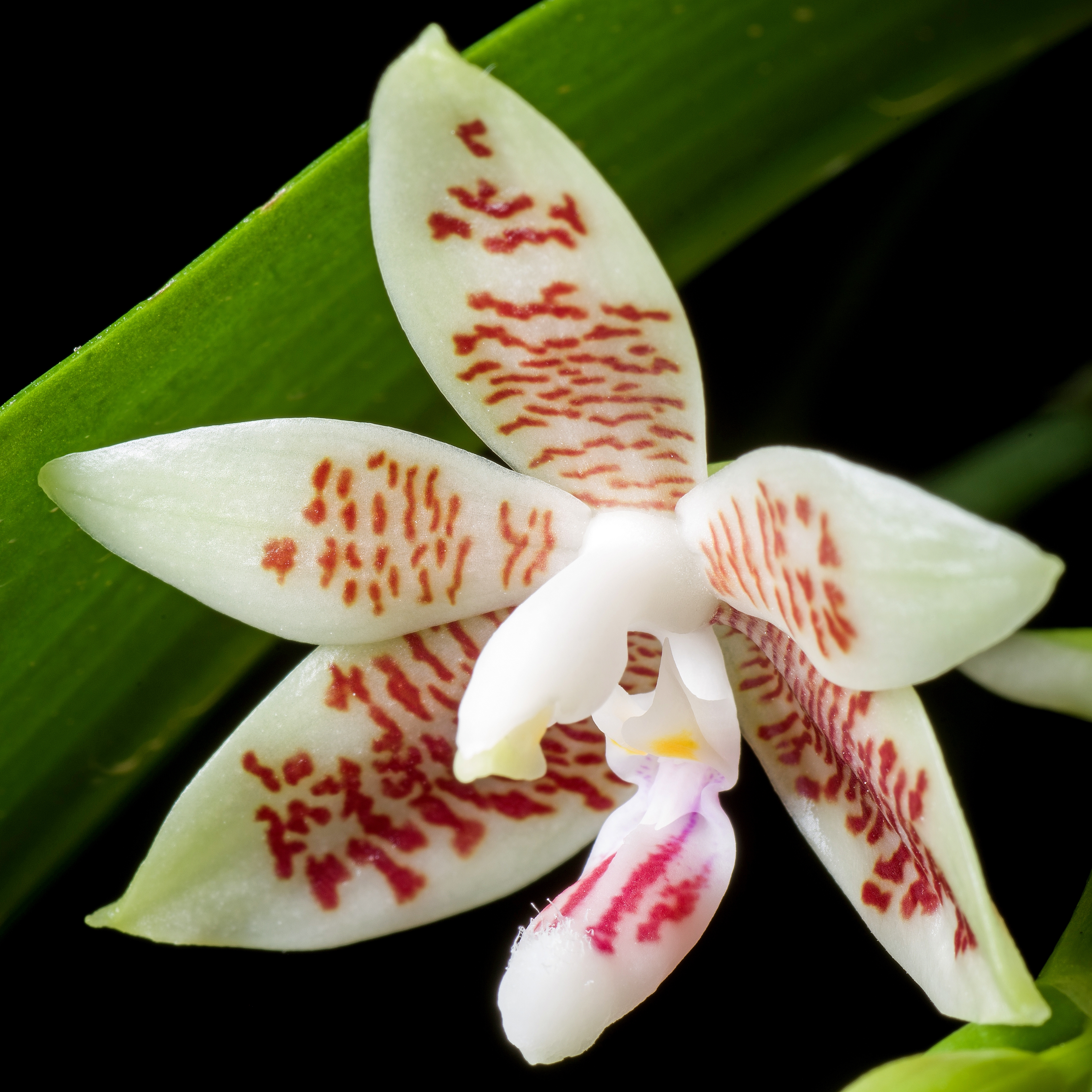
Untergattung Polychilos Sektion Zebrinae: Phalaenopsis inscriptiosinensis

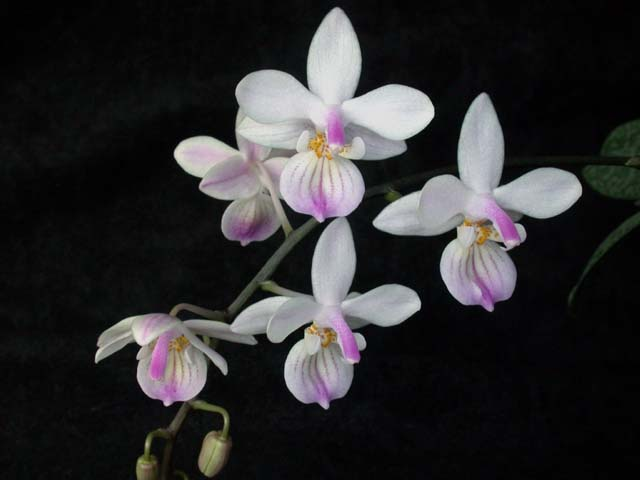
Untergattung Phalaenopsis Sektion Phalaenopsis: Phalaenopsis lindenii

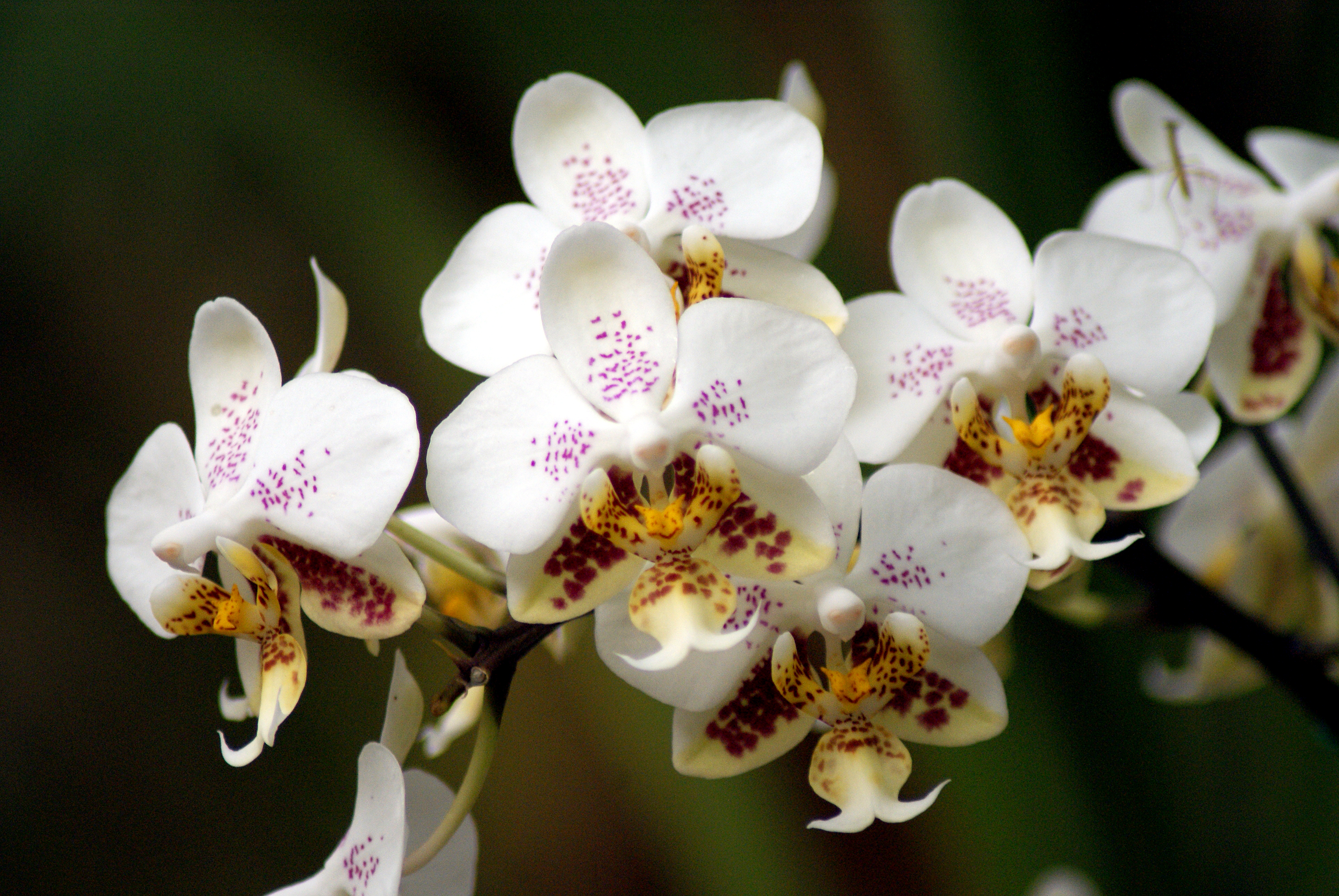
Untergattung Phalaenopsis Sektion Phalaenopsis: Phalaenopsis stuartiana var. punctatissima

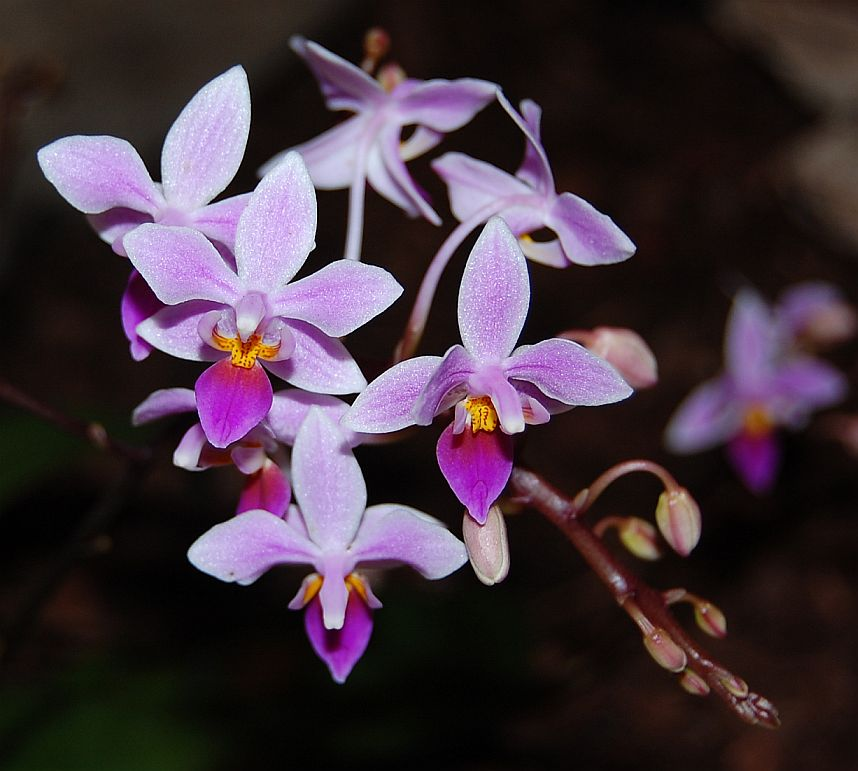
Untergattung Phalaenopsis Sektion Stauroglottis: Phalaenopsis equestris

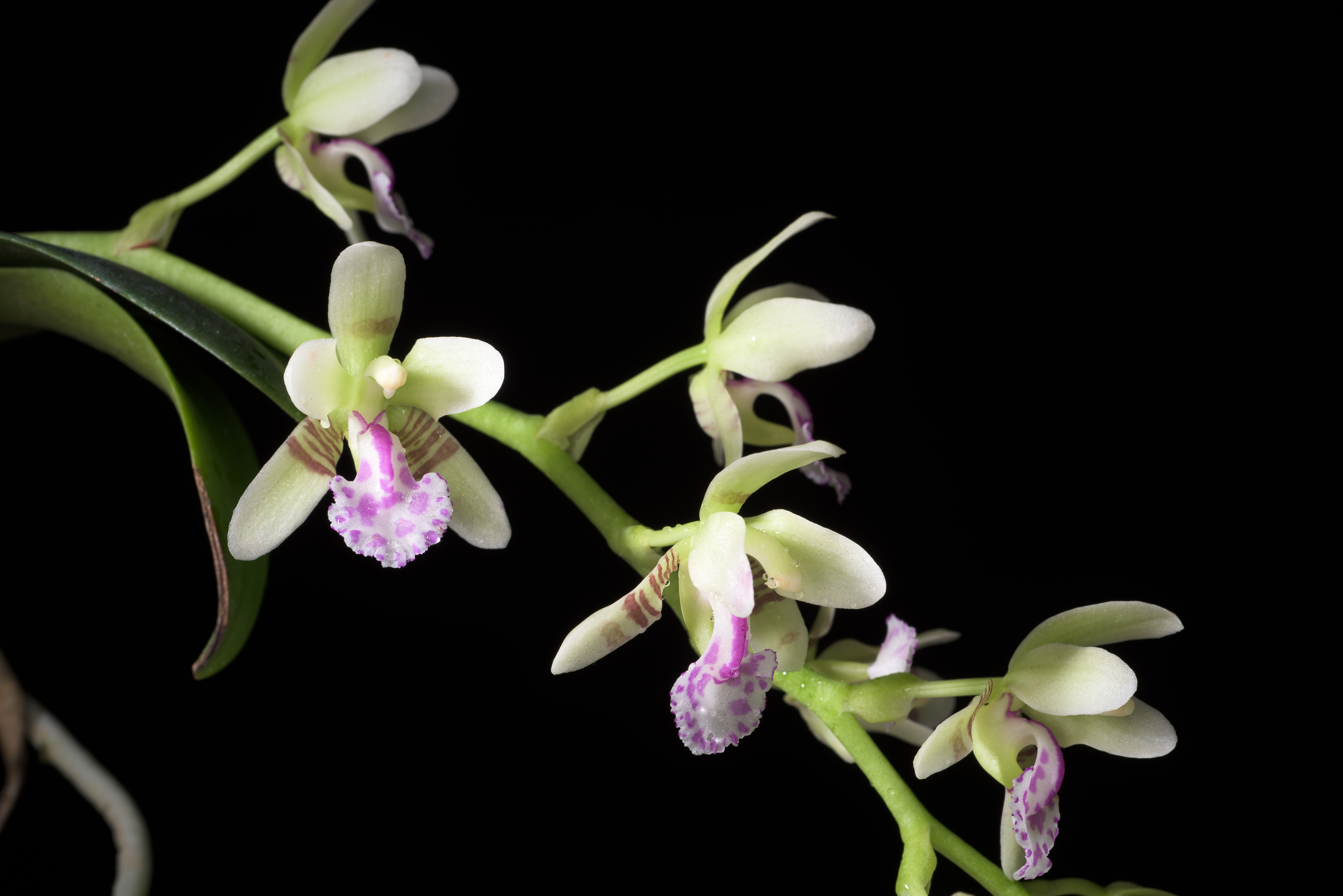
Phalaenopsis japonica

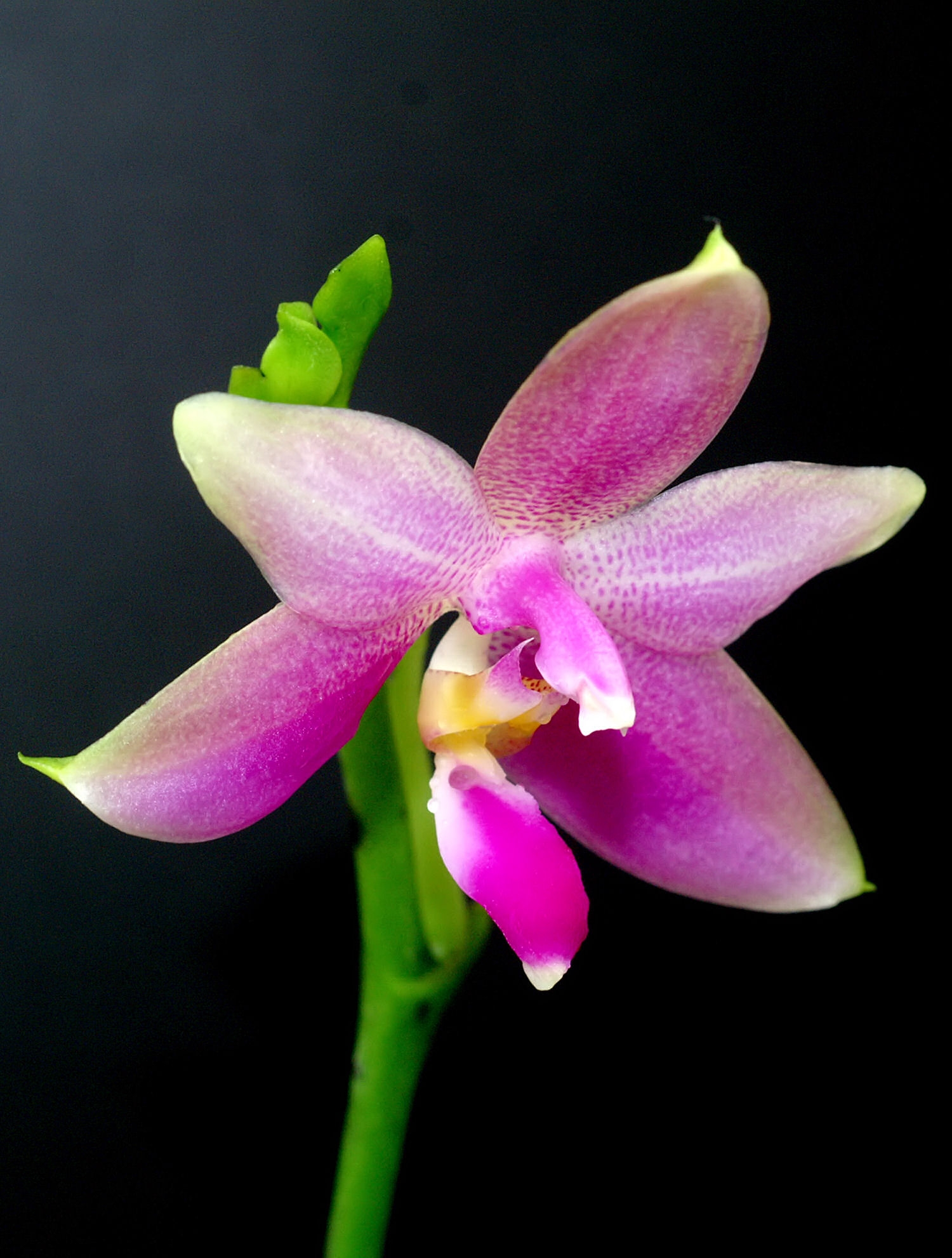
Phalaenopsis mentawaiensis

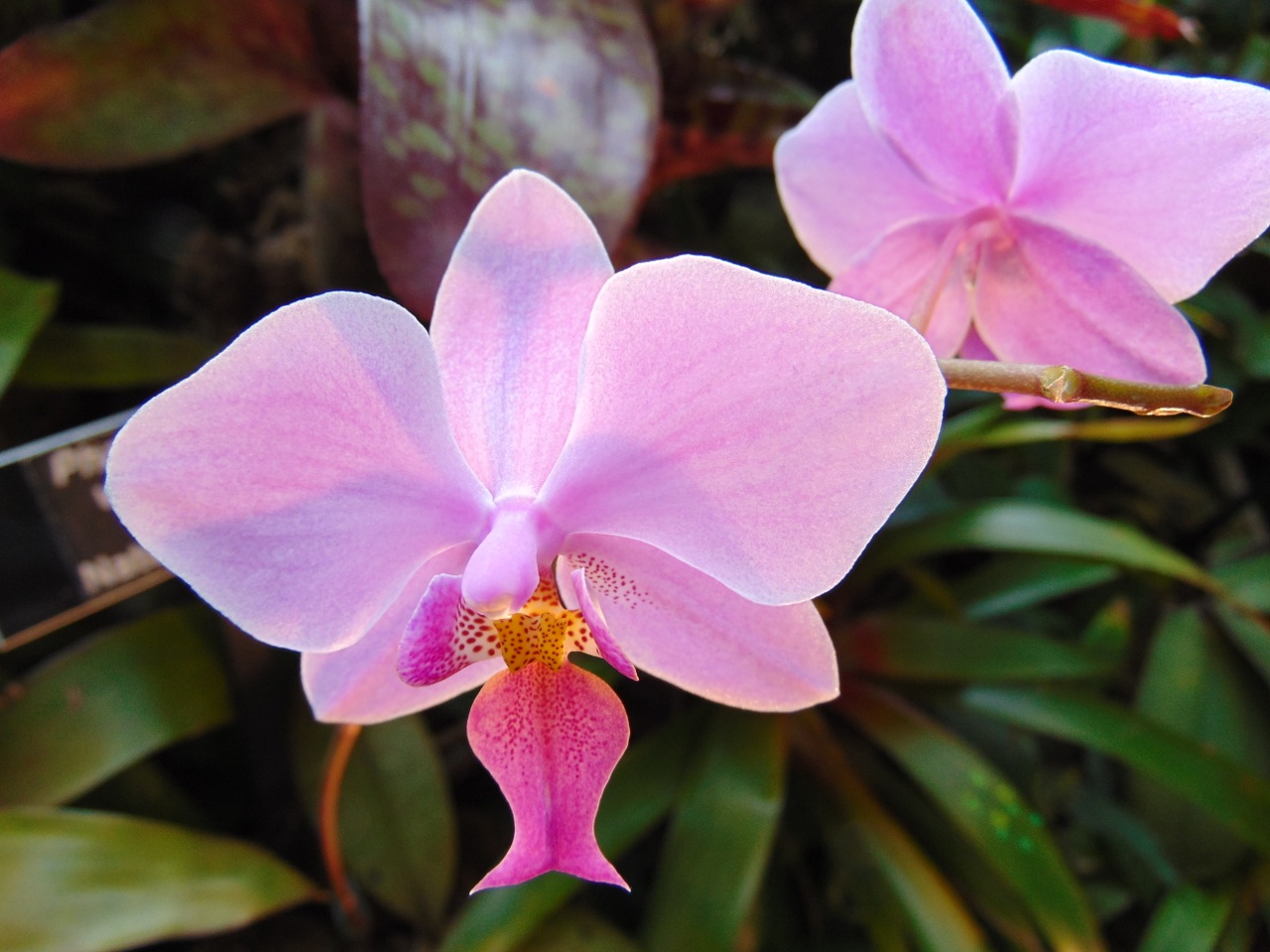
Phalaenopsis × veitchiana

### Gliederung der Gattung
Da es in der Fachwelt verschiedene Ansichten über die Zugehörigkeit mancher Arten zur Gattung Phalaenopsis gibt, ist es schwierig, eine genaue Artübersicht zu geben; besonders die Eingliederung der Gattungen Doritis und Kingidium in Phalaenopsis ist umstritten. Die Einteilung in diesem Artikel orientiert sich an der Überarbeitung der Gattung von E. A. Christenson aus dem Jahre 2001.
Die Gattung wird nach E. A. Christenson 2001 in fünf Untergattungen gegliedert:
- Proboscidiodes
- Aphyllae
- Parishianae
- Polychilos (mit den Sektionen Polychilos, Fuscatae, Amboinenses und Zebrinae)
- Phalaenopsis (mit den Sektionen Phalaenopsis, Deliciosae, Esmeralda und Stauroglottis)

Bei einigen in dieser Liste angeführten Taxa ist der Status unbekannt oder unsicher. Dies liegt vor allem daran, dass sie wie Phalaenopsis robinsonii schon lange als verschollen gelten.

### Arten innerhalb der Untergattungen und Sektionen
Die folgende Artenliste, gegliedert nach Untergattungen und Sektionen, orientiert sich an der Monografie von E. A. Christenson aus dem Jahr 2001, die Artliste orientiert zusätzlich an World Checklist of Selected Plant Families des Royal Botanic Gardens (Kew).
- Untergattung Proboscidiodes (Rolfe) E.A.Christ.
  - Phalaenopsis lowii Rchb.f.: Sie kommt in Myanmar und in Thailand vor.[13]

- Untergattung Aphyllae (Sweet) E.A.Christ.
  - Phalaenopsis finleyi E.A.Christ. (Syn.: Kingidium minus Seidenf.): Sie kommt in Thailand, Myanmar und Vietnam vor.[13]
  - Phalaenopsis honghenensis F.Y.Liu: Sie kommt von Yunnan bis Vietnam vor.[13]
  - Phalaenopsis natmataungensis (T.Yukawa, Nob.Tanaka & J.Murata) Dalström & Ormerod: Sie kommt im nördlichen Myanmar vor.[13]
  - Phalaenopsis stobartiana Rchb. f. (Syn.: Phalaenopsis hainanensis Tang & F.T.Wang): Sie kommt in Hainan vor.[13]
  - Phalaenopsis taenialis (Lindl.) Christenson & Pradhan (Syn.: Kingidium taeniale (Lindl.) P.F.Hunt, Kingidium braceanum (Hook.f.) Seidenf.): Sie kommt vom Himalaja bis Yunnan vor.[13]
  - Phalaenopsis wilsonii Rolfe: Sie kommt vom südlichen China bis zum nördlichen Indochina vor.[13]

- Untergattung Parishianae (Sweet) E.A.Christ.
  - Phalaenopsis appendiculata Carr: Sie kommt in Malaysia vor.[13]
  - Phalaenopsis gibbosa H.R.Sweet: Sie kommt in Yunnan und Vietnam vor.[13]
  - Phalaenopsis lobbii (Rchb.f.) H.R.Sweet: Sie kommt vom östlichen Himalaja bis Yunnan vor.[13]
  - Phalaenopsis parishii Rchb.f.: Sie kommt vom östlichen Nepal bis Indochina vor.[13]
  - Phalaenopsis thailandica O.Gruss & Roeth: Sie kommt in Thailand vor.[13]

- Untergattung Polychilos (Breda) E.A.Christ.
  - Sektion Polychilos (Breda) Rchb. f.
    - Phalaenopsis cornu-cervi (Breda) Blume & Rchb.f. (Syn.: Phalaenopsis borneënsis Garay): Sie kommt von Bangladesch bis zum westlichen Malesien und zu den Philippinen vor.[13]
    - Phalaenopsis mannii Rchb.f.: Sie kommt vom östlichen Nepal bis zum südlichen Yunnan vor.[13]
    - Phalaenopsis pantherina Rchb.f.: Sie kommt auf Borneo vor.[13]

  - Sektion Fuscatae Sweet
    - Phalaenopsis cochlearis Holttum: Sie kommt in Malaysia und auf Borneo vor.[13]
    - Phalaenopsis viridis J.J.Sm.: Sie kommt auf Sumatra vor.[13]
    - Phalaenopsis fuscata Rchb.f.: Sie kommt in Malaysia, auf Borneo und auf den Philippinen vor.[13]
    - Phalaenopsis kunstleri Hook. f.: Sie kommt in Malaysia und in Myanmar vor.[13]

  - Sektion Amboinenses Sweet
    - Phalaenopsis pulchra (Rchb.f.) H.R.Sweet: Sie kommt auf den Philippinen vor.[13]
    - Phalaenopsis violacea H.Witte: Sie kommt in Malaysia und auf Sumatra vor.[13]
    - Phalaenopsis bellina (Rchb.f.) Christenson: Sie kommt auf Borneo vor.[13]
    - Phalaenopsis micholitzii Sander ex H.J.Veitch: Sie kommt auf den Philippinen vor.[13]
    - Phalaenopsis fimbriata J.J.Sm.: Sie kommt auf Borneo, Java und Sumatra vor.[13]
    - Phalaenopsis floresensis Fowlie: Sie kommt auf Flores vor.[13]
    - Phalaenopsis robinsonii J.J.Sm.: Sie kommt auf Ambon vor.[13]
    - Phalaenopsis gigantea J.J.Sm.: Sie kommt auf Borneo vor.[13]
    - Phalaenopsis fasciata Rchb.f.: Sie kommt auf den Philippinen vor.[13]
    - Phalaenopsis doweryënsis Garay & Christenson: Sie kommt in Sabah vor.[13]
    - Phalaenopsis modesta J.J.Sm.: Sie kommt auf Borneo vor.[13]
    - Phalaenopsis maculata Rchb.f.: Sie kommt in Malaysia und auf Borneo vor.[13]
    - Phalaenopsis javanica J.J.Sm.: Sie kommt im westlichen Java vor.[13]
    - Phalaenopsis mariae Burb.ex R.Warner & H.Williams: Sie kommt von Borneo bis zu den Philippinen vor.[13]
    - Phalaenopsis amboinensis J.J.Sm.: Sie kommt von Sulawesi bis zu den Molukken vor.[13]
    - Phalaenopsis lueddemanniana Rchb.f.: Sie kommt auf den Philippinen vor.[13]
    - Phalaenopsis venosa Shim & Fowlie: Sie kommt auf Sulawesi vor.[13]
    - Phalaenopsis reichenbachiana Rchb.f. & Sander: Sie kommt auf Mindanao vor.[13]
    - Phalaenopsis rundumensis P.J.Cribb & A.L.Lamb: Sie kommt in Sabah vor.[13]
    - Phalaenopsis pallens (Lindl.) Rchb.f.: Sie kommt auf den Philippinen vor.[13]
    - Phalaenopsis bastianii O.Gruss & Roellke: Sie kommt auf den Philippinen vor.[13]
    - Phalaenopsis hieroglyphica (Rchb.f.) H.R.Sweet: Sie kommt auf den Philippinen vor.[13]

  - Sektion Zebrina Pfitz.
    - Phalaenopsis inscriptiosinensis Fowlie: Sie kommt auf Sumatra vor.[13]
    - Phalaenopsis tetraspis Rchb.f. (Syn.: Phalaenopsis speciosa Rchb.f.): Sie kommt im nordwestlichen Sumatra, auf den Andamanen und den Nikobaren vor.[13]
    - Phalaenopsis corningiana Rchb.f.: Sie kommt in Sarawak vor.[13]
    - Phalaenopsis sumatrana Korth. & Rchb.f. (Syn.: Phalaenopsis zebrina Witte): Sie kommt von Indochina bis ins westliche Malesien und auf Palawan vor.[13]

- Untergattung Phalaenopsis
  - Sektion Phalaenopsis
    - Phalaenopsis philippinensis Golamco ex Fowlie & C.Z.Tang: Sie kommt auf Luzon vor.[13]
    - Phalaenopsis stuartiana Rchb.f.: Sie kommt auf den Philippinen vor.[13]
    - Phalaenopsis amabilis (L.) Blume: Sie kommt mit drei Unterarten von Malesien bis Neuguinea und Queensland vor.[13]
    - Phalaenopsis aphrodite Rchb.f.: Sie kommt mit zwei Unterarten von den Philippinen bis ins südliche Taiwan vor.[13]
    - Phalaenopsis sanderiana Rchb.f.: Sie kommt auf den Philippinen vor.[13]
    - Phalaenopsis schilleriana Rchb.f.: Sie kommt auf den Philippinen vor.[13]

  - Sektion Deliciosae E.A.Christ.
    - Phalaenopsis chibae T.Yukawa: Sie kommt in Vietnam vor.[13]
    - Phalaenopsis deliciosa Rchb.f. (Syn.: Kingidium deliciosum (Rchb.f.) H.R.Sweet): Sie kommt mit zwei Unterarten vom indischen Subkontinent bis Malesien und ins südliche Yunnan vor.[13]
    - Phalaenopsis mirabilis (Seidenf.) Schuit.: Sie kommt in Thailand vor.[13]
    - Phalaenopsis mysorensis C.J.Saldanha: Sie kommt im südlichen Indien vor.[13]

  - Sektion Esmeralda Rchb. f. (Diese Sektion entstand aus der ehemals monotypischen Gattung Doritis)
    - Phalaenopsis buyssoniana Rchb.f.: Sie kommt in Thailand und in Vietnam vor.[13]
    - Phalaenopsis pulcherrima (Lindl.) J.J.Sm. (inkl. Phalaenopsis regnieriana Rchb.f.): Sie kommt in vier Varietäten von Assam bis Hainan und ins westliche Malesien vor.[13]

  - Sektion Stauroglottis (Schauer) Benth.
    - Phalaenopsis equestris (Schauer) Rchb.f.: Sie kommt von den Philippinen bis ins südliche Taiwan vor.[13]
    - Phalaenopsis celebensis H.R.Sweet: Sie kommt auf Sulawesi vor.[13]
    - Phalaenopsis lindenii Loher: Sie kommt auf den Philippinen vor.[13]

- Ohne Zuordnung zu einer Untergattung oder Sektion:
  - Phalaenopsis boulbetii (Telepova) J.M.H.Shaw: Sie kommt in Kambodscha vor.[13]
  - Phalaenopsis cacharensis (Barbhuiya, B.K.Dutta & Schuit.) Kocyan & Schuit.: Sie kommt in Assam vor.[13]
  - Phalaenopsis difformis (Wall. ex Lindl.) Kocyan & Schuit.: Sie kommt in zwei Varietäten vom Himalaja bis ins südliche China und ins westliche Malesien vor.[13]
  - Phalaenopsis hygrochila J.M.H.Shaw: Sie kommt von Assam bis China und Indochina vor.[13]
  - Phalaenopsis japonica (Rchb.f.) Kocyan & Schuit.: Sie kommt in China, Korea und von Japan bis zu den Ryukyu-Inseln vor.[13]
  - Phalaenopsis kapuasensis  Metusala & P.O’Byrne: Sie kommt in Kalimantan vor.[13]
  - Phalaenopsis marriottiana (Rchb.f.) Kocyan & Schuit.: Sie kommt in China und in Myanmar vor.[13]
  - Phalaenopsis mentawaiensis O.Gruss: Sie kommt auf Sumatra vor.[13]
  - Phalaenopsis subparishii (Z.H.Tsi) Kocyan & Schuit.: Sie kommt im südlichen China vor.[13]
  - Phalaenopsis tsii (M.H.Li, Z.J.Liu & S.R.Lan) Hua Deng, Z.J.Liu & Yan Wang: Sie kommt in der chinesischen Provinz Hunan vor.[13]
  - Phalaenopsis ubonensis (O.Gruss) J.M.H.Shaw: Sie kommt von Thailand bis Laos vor.[13]
  - Phalaenopsis yingjiangensis (Z.H.Tsi) Kocyan & Schuit: Sie kommt im südwestlichen Yunnan vor.[13]
  - Phalaenopsis zhejiangensis (Z.H.Tsi) Schuit.: Sie kommt in der chinesischen Provinz Zhejiang vor.[13]

### Naturhybriden
Folgende Naturhybriden der Gattung Phalaenopsis sind bekannt (die hybridisierenden Ausgangsarten sind in Klammern angeführt):
- Phalaenopsis × amphitrite (Phalaenopsis sanderiana × Phalaenopsis stuartiana)
- Phalaenopsis × gersenii (Phalaenopsis violacea × Phalaenopsis sumatrana)
- Phalaenopsis × intermedia (Phalaenopsis aphrodite × Phalaenopsis equestris)
- Phalaenopsis × leucorrhoda (Phalaenopsis aphrodite × Phalaenopsis schilleriana)
- Phalaenopsis × rolfeana  (Phalaenopsis equestris × Phalaenopsis sanderiana)
- Phalaenopsis × singuliflora (Phalaenopsis bellina × Phalaenopsis sumatrana)
- Phalaenopsis × valentinii  (Phalaenopsis cornu-cervi × Phalaenopsis violacea)
- Phalaenopsis × veitchiana (Phalaenopsis equestris × Phalaenopsis schilleriana)

Sie entstanden dadurch, dass sich die Habitate der beteiligten Arten überlappen oder identisch sind, so dass durch die bestäubenden Insekten eine Mischung des Erbguts durch „Pollinientransfer“ möglich wurde.

### Kulturhybriden
Innerhalb der Gattung und über die Gattungsgrenzen hinweg gibt es eine sehr große Anzahl von Hybriden. Nach Schätzungen sind davon ungefähr 25.000 registriert, jedes Jahr kommen etwa 200 bis 300 Neuregistrierungen hinzu. Neben den offiziell bei der Royal Horticultural Society (RHS) registrierten Hybriden gibt es noch eine unüberschaubare Anzahl von Kreuzungen ohne jegliche Bezeichnung, die meistens für den Massenmarkt (Baumärkte, Pflanzencenter, Supermärkte sowie Floristik- und Dekorationsgewerbe) produziert werden. Hauptziele bei den meisten „industriellen“ Züchtungen sind Blühfreudigkeit und Robustheit gepaart entweder mit möglichst vielen und großen Blüten oder kompaktem Wuchs und vielen Blüten pro Blütentrieb.

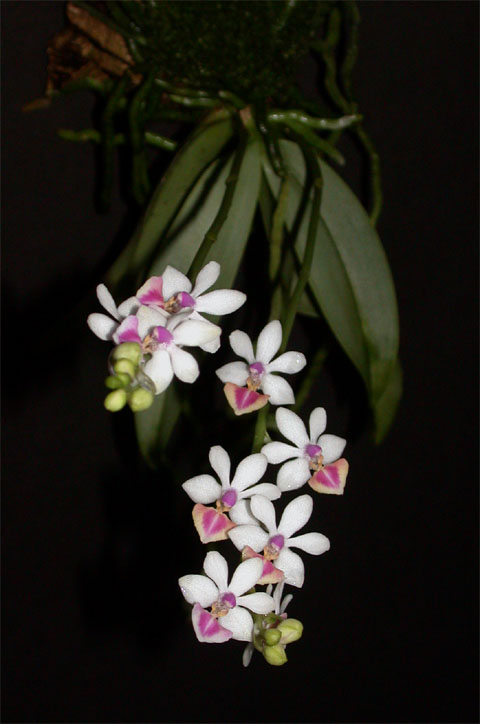
Phalaenopsis ‘Anna-Larati Soekardi’

### Gattungshybriden
Die bekanntesten gattungsübergreifenden Kreuzungen (sogenannte Gattungshybriden) sind im Folgenden aufgeführt; die Ausgangsgattungen sind wiederum in Klammern angefügt:
- ×Phalandopsis (Phalaenopsis × Vandopsis)
- ×Vandaenopsis (Vanda × Phalaenopsis)
- ×Renanthopsis (Phalaenopsis × Renanthera)
- ×Rhynchonopsis (Phalaenopsis × Rhynchostylis)
- ×Sarconopsis (Phalaenopsis × Sarcochilus)

## Wirtschaftsfaktor
Sowohl die Arten als auch die Primärhybriden spielen wirtschaftlich nur eine kleine Rolle. Die erzeugte Menge ist meist nur begrenzt und bedient hauptsächlich den Bereich der Liebhaber und Züchter. Solche Pflanzen werden vor allem von kleinen bis mittleren Orchideenbetrieben (von denen es in Deutschland im Vergleich zu anderen europäischen Ländern eine größere Anzahl gibt) oder von privaten Züchtern erzeugt. Gleiches gilt für den Großteil aller registrierten Hybriden aus privater oder kleingewerblicher Zucht, von denen meist nur eine, selten eine zweite oder dritte Nachzucht durchgeführt wird.
Anders sieht es bei den Multihybriden aus, die über Jahre hinweg auf Blühfreudigkeit und Robustheit gezüchtet wurden. Die Nachfrage nach solchen Pflanzen ist sprunghaft angestiegen und konnte nur noch auf dem Weg der Gewebekulturen befriedigt werden. Die weltweit größten Produzenten sind Betriebe in Indonesien und Taiwan. In Europa liegt die Hauptproduktion vor allem in den Niederlanden.
Die große Nachfrage resultiert vor allem aus den günstigen Preisen, zu denen die Hybriden in Bau- und Pflanzenmärkten angeboten werden, aus ihrer großen farblichen Vielfalt und der teilweise langen Blühdauer der einzelnen Blütentriebe. Hinzu kommt, dass viele Hochglanzprospekte zu Themen wie Dekoration oder moderner Innenarchitektur heute mit Abbildungen von Phalaenopsis-Hybriden dekorative Akzente setzen und dadurch für eine Steigerung der Bekanntheit dieser Pflanzen sorgen.

## Gefährdung der Habitate und Artenschutz
Obwohl nur wenige Informationen über den Bestand der einzelnen Populationen verfügbar sind, kann davon ausgegangen werden, dass die Habitate aller Arten unter starkem Druck stehen. Sie werden vor allem durch die Abholzung und Brandrodung der tropischen Wälder und die Umwandlung zu landwirtschaftlichen Nutzflächen stetig verkleinert. Das übermäßige Sammeln der Pflanzen für den Export zur Befriedigung der Nachfrage aus allen Teilen der Welt verstärkt dieses Problem. Von einigen Arten sind nur die Funde der jeweiligen Erstbeschreibung bekannt, so dass die Annahme, dass endemische Arten möglicherweise bereits wieder ausgelöscht wurden, bevor sie überhaupt in Kultur gelangten, nicht ganz von der Hand zu weisen ist.
Zum Schutz der Pflanzen wurden Regularien erlassen, die den Handel und den Umgang mit ihnen reglementieren. Alle Phalaenopsis-Arten stehen im Anhang II des Washingtoner Artenschutz-Übereinkommens (WA). Ihre Einfuhr ist somit nur mit gültigen CITES-Papieren (vom Export- und vom Importland) sowie dem obligatorischen Gesundheitszeugnis möglich. Die Auslegung und Umsetzung der Cites-Vorschriften kann als durchaus umstritten angesehen werden, denn das Hauptproblem ist nicht der Handel mit den Pflanzen, sondern die Zerstörung des Lebensraums vor Ort.